# Seznam hostů Avantasie

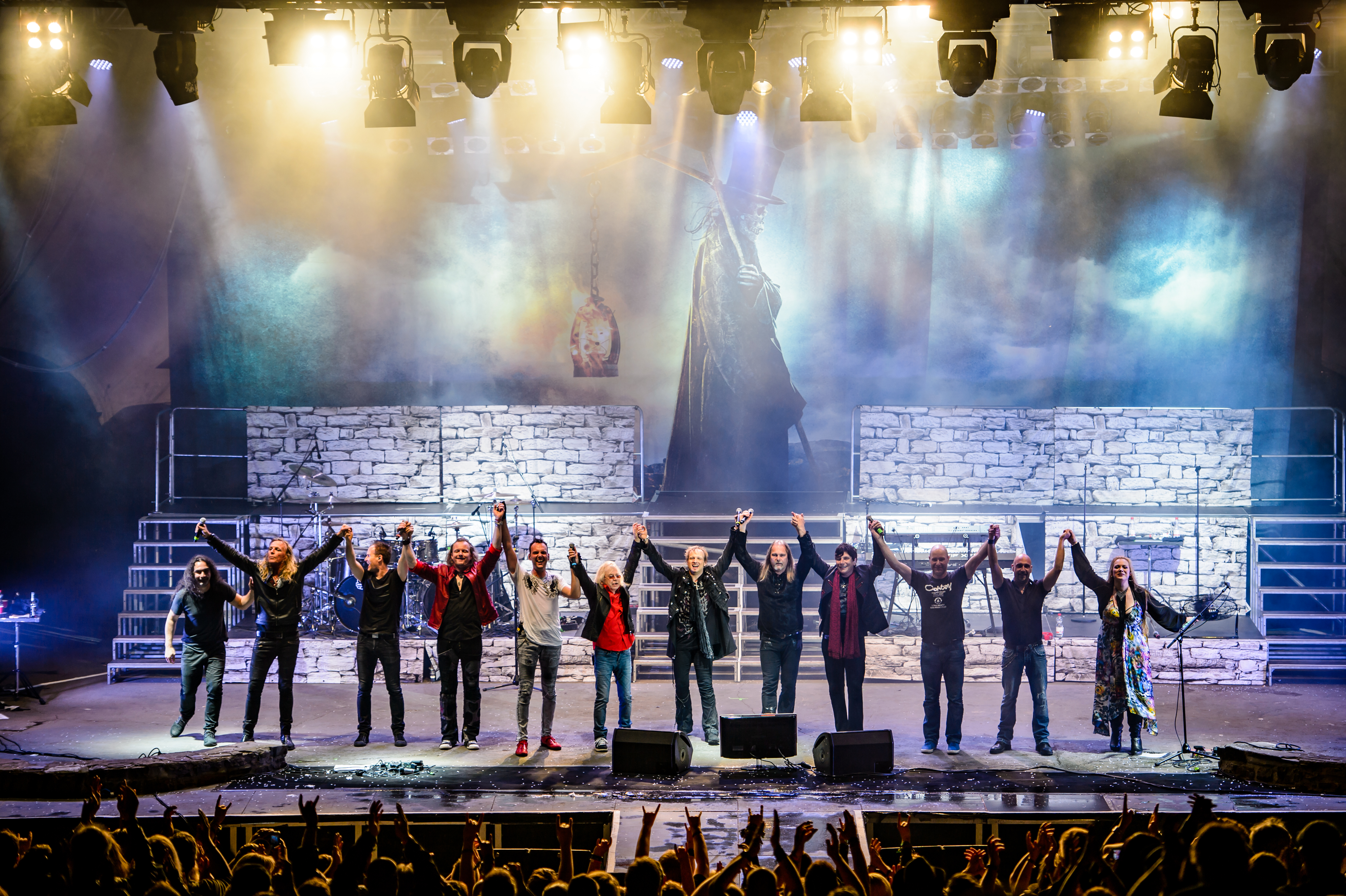
Koncertní sestava Avantasie v roce 2016

Seznam hostů Avantasie uvádí seznam hudebníků, kteří se podíleli na studiových nahrávkách metalové opery Avantasia. U vokalistů jsou uvedeny názvy písní, na kterých se podíleli, u hráčů na hudební nástroje je uveden jejich nástroj a v závorce pořadí písní, ve kterých hráli, na albu.

## Zpěváci
| Jméno             | The Metal Opera                                                        | The Metal Opera Part II                       | „Lost in Space Part I“              | „Lost in Space Part II“      | The Scarecrow                                           | The Wicked Symphony                                                     | Angel of Babylon                                                                          | The Mystery of Time                                                          | Ghostlights                                                               | Moonglow                                                          |
| ----------------- | ---------------------------------------------------------------------- | --------------------------------------------- | ----------------------------------- | ---------------------------- | ------------------------------------------------------- | ----------------------------------------------------------------------- | ----------------------------------------------------------------------------------------- | ---------------------------------------------------------------------------- | ------------------------------------------------------------------------- | ----------------------------------------------------------------- |
| Tobias Sammet     | všechny skladby kromě Malleus Maleficarum                              | všechny skladby                               | všechny skladby                     | všechny skladby              | všechny skladby                                         | všechny skladby                                                         | všechny skladby kromě Symphony of Life                                                    | všechny skladby                                                              | všechny skladby                                                           | všechny skladby                                                   |
| Michael Kiske     | Reach Out for the Light, Breaking Away, Farewell, Avantasia, The Tower | The Seven Angels, No Return                   |                                     | Promised Land                | The Scarecrow, Shelter from the Rain, What Kind of Love | Wastelands, Runaway Train                                               | Stargazers                                                                                | Where Clock Hands Freeze, Savior in the Clockwork, Dweller in a Dream        | Ghostlights, Unchain the Light, Wake up to the Moon                       | Requiem for a Dream                                               |
| David DeFeis      | Serpents in Paradise, The Tower                                        | The Seven Angels, The Final Sacrifice         |                                     |                              |                                                         |                                                                         |                                                                                           |                                                                              |                                                                           |                                                                   |
| Andre Matos       | Inside, Sign of the Cross, The Tower                                   | The Seven Angels, No Return, Chalice of Agony |                                     |                              |                                                         | Blizzard on a Broken Mirror                                             |                                                                                           |                                                                              |                                                                           |                                                                   |
| Ralf Zdiarstek    | Malleus Maleficarum, The Glory of Rome                                 | Memory                                        |                                     |                              |                                                         | Black Wings                                                             |                                                                                           |                                                                              |                                                                           |                                                                   |
| Oliver Hartmann   | The Glory of Rome, Sign of the Cross, The Tower                        | The Seven Angels                              |                                     |                              | I Don't Believe in Your Love                            |                                                                         | Stargazers                                                                                |                                                                              |                                                                           |                                                                   |
| Kai Hansen        | Inside, Sign of the Cross                                              | The Seven Angels, Chalice of Agony            |                                     |                              |                                                         |                                                                         |                                                                                           |                                                                              |                                                                           |                                                                   |
| Rob Rock          | The Glory of Rome                                                      | The Seven Angels, Neverland                   |                                     |                              |                                                         |                                                                         |                                                                                           |                                                                              |                                                                           |                                                                   |
| Sharon den Adel   | Farewell                                                               | Into the Unknown                              |                                     |                              |                                                         |                                                                         |                                                                                           |                                                                              | Isle of Evermore                                                          |                                                                   |
| Timo Tolkki       | The Tower                                                              |                                               |                                     |                              |                                                         |                                                                         |                                                                                           |                                                                              |                                                                           |                                                                   |
| Bob Catley        |                                                                        | The Looking Glass, In Quest for               | The Story Ain't Over                |                              | Shelter from the Rain, Cry Just a Little                | Runaway Train                                                           | Journey to Arcadia                                                                        | The Great Mystery                                                            | A Restless Heart and Obsidian Skies, Wake up to the Moon                  | The Piper at the Gates of Dawn, Lavender                          |
| Jørn Lande        |                                                                        |                                               | Another Angel Down                  | Promised Land                | The Scarecrow, Another Angel Down, Devil in the Belfry  | The Wicked Symphony, Runaway Train, Crestfallen, Forever is a Long Time | Stargazers, Angel of Babylon, Rat Race, Down in the Dark, Alone I Remember, Promised Land |                                                                              | Let the Storm Descend Upon You, Ghostlights, Lucifer, Wake up to the Moon | Book of Shallows, The Raven Child, The Piper at the Gates of Dawn |
| Amanda Somerville |                                                                        |                                               | Lost in Space, The Story Ain't Over | Lost in Space, Lost in Space | What Kind of Love, Lost in Space                        |                                                                         |                                                                                           |                                                                              |                                                                           |                                                                   |
| Eric Singer       |                                                                        |                                               | Ride the Sky                        |                              |                                                         |                                                                         |                                                                                           |                                                                              |                                                                           |                                                                   |
| Roy Khan          |                                                                        |                                               |                                     |                              | Twisted Mind                                            |                                                                         |                                                                                           |                                                                              |                                                                           |                                                                   |
| Alice Cooper      |                                                                        |                                               |                                     |                              | The Toy Master                                          |                                                                         |                                                                                           |                                                                              |                                                                           |                                                                   |
| Russell Allen     |                                                                        |                                               |                                     |                              |                                                         | The Wicked Symphony, States of Matter                                   | Stargazers, Journey to Arcadia                                                            |                                                                              |                                                                           |                                                                   |
| Tim Owens         |                                                                        |                                               |                                     |                              |                                                         | Scales of Justice                                                       |                                                                                           |                                                                              |                                                                           |                                                                   |
| Klaus Meine       |                                                                        |                                               |                                     |                              |                                                         | Dying for an Angel                                                      |                                                                                           |                                                                              |                                                                           |                                                                   |
| Cloudy Yang       |                                                                        |                                               |                                     |                              |                                                         |                                                                         | Symphony of Life                                                                          | Sleepwalking                                                                 |                                                                           |                                                                   |
| Jon Oliva         |                                                                        |                                               |                                     |                              |                                                         |                                                                         | Death is Just a Feeling                                                                   |                                                                              |                                                                           |                                                                   |
| Joe Lynn Turner   |                                                                        |                                               |                                     |                              |                                                         |                                                                         |                                                                                           | Spectres, The Watchmakers' Dream, Savior in the Clockwork, The Great Mystery |                                                                           |                                                                   |
| Biff Byford       |                                                                        |                                               |                                     |                              |                                                         |                                                                         |                                                                                           | Black Orchid, Savior In The Clockwork, The Great Mystery                     |                                                                           |                                                                   |
| Ronnie Atkins     |                                                                        |                                               |                                     |                              |                                                         |                                                                         |                                                                                           | Invoke The Machine                                                           | Let the Storm Descend Upon You, Unchain the Light, Wake up to the Moon    | Book of Shallows, Starlight, The Piper at the Gates of Dawn       |
| Eric Martin       |                                                                        |                                               |                                     |                              |                                                         |                                                                         |                                                                                           | What's Left of Me                                                            |                                                                           | The Piper at the Gates of Dawn, Maniac                            |
| Robert Mason      |                                                                        |                                               |                                     |                              |                                                         |                                                                         |                                                                                           |                                                                              | Let the Storm Descend Upon You, Babylon Vampyres, Wake up to the Moon     |                                                                   |
| Dee Snider        |                                                                        |                                               |                                     |                              |                                                         |                                                                         |                                                                                           |                                                                              | The Haunting                                                              |                                                                   |
| Herbie Langhans   |                                                                        |                                               |                                     |                              |                                                         |                                                                         |                                                                                           |                                                                              | Draconian Love                                                            |                                                                   |
| Marco Hietala     |                                                                        |                                               |                                     |                              |                                                         |                                                                         |                                                                                           |                                                                              | Master of the Pendulum                                                    |                                                                   |
| Geoff Tate        |                                                                        |                                               |                                     |                              |                                                         |                                                                         |                                                                                           |                                                                              | Seduction of Decay                                                        | Invincible, Alchemy                                               |
| Hansi Kürsch      |                                                                        |                                               |                                     |                              |                                                         |                                                                         |                                                                                           |                                                                              |                                                                           | Book of Shallows, The Raven Child                                 |
| Mille Petrozza    |                                                                        |                                               |                                     |                              |                                                         |                                                                         |                                                                                           |                                                                              |                                                                           | Book of Shallows                                                  |
| Candice Night     |                                                                        |                                               |                                     |                              |                                                         |                                                                         |                                                                                           |                                                                              |                                                                           | Moonglow                                                          |

## Hudebníci
| Jméno             | The Metal Opera        | The Metal Opera Part II          | „Lost in Space Part I“           | „Lost in Space Part II“          | The Scarecrow                    | The Wicked Symphony              | Angel of Babylon                 | The Mystery of Time              | Ghostlights                      | Moonglow                         |
| ----------------- | ---------------------- | -------------------------------- | -------------------------------- | -------------------------------- | -------------------------------- | -------------------------------- | -------------------------------- | -------------------------------- | -------------------------------- | -------------------------------- |
| Tobias Sammet     | Klávesy (vše)          | Klávesy (vše) Basová kytara (10) |                                  |                                  |                                  |                                  |                                  |                                  |                                  |                                  |
| Henjo Richter     | Kytara (vše)           | Kytara (vše)                     | Sólová kytara (3)                | Sólová kytara (2, 3, 4)          | Sólová kytara (2, 3, 6, 7, 8)    |                                  | Sólová kytara (10)               |                                  |                                  |                                  |
| Markus Großkopf   | Basová kytara (vše)    | Basová kytara (vše)              |                                  |                                  |                                  |                                  |                                  |                                  |                                  |                                  |
| Alex Holzwarth    | Bicí (vše)             | Bicí (vše)                       |                                  |                                  |                                  | Bicí (3, 7, 8, 10)               | Bicí (1, 2, 3, 11)               |                                  |                                  |                                  |
| Jens Ludwig       | Sólová kytara (12, 13) | Sólová kytara (5, 9)             |                                  |                                  |                                  |                                  |                                  |                                  |                                  |                                  |
| Timo Tolkki       |                        | Sólová kytara (1, 10)            |                                  |                                  |                                  |                                  |                                  |                                  |                                  |                                  |
| Norman Meiritz    | Akustická kytara (6)   | Rytmická kytara (10)             |                                  |                                  |                                  |                                  |                                  |                                  |                                  |                                  |
| Frank Tischer     | Piano (11)             | Piano (1, 4, 7)                  |                                  |                                  |                                  |                                  |                                  |                                  |                                  |                                  |
| Sascha Paeth      |                        |                                  | Kytara (vše) Basová kytara (vše) | Kytara (vše) Basová kytara (vše) | Kytara (vše) Basová kytara (vše) | Kytara (vše) Basová kytara (vše) | Kytara (vše) Basová kytara (vše) | Kytara (vše) Basová kytara (vše) | Kytara (vše) Basová kytara (vše) | Kytara (vše) Basová kytara (vše) |
| Eric Singer       |                        | Bicí (10)                        | Bicí (vše)                       | Bicí (vše)                       | Bicí (vše)                       | Bicí (2, 4, 6)                   | Bicí (5, 7, 9, 10)               |                                  |                                  |                                  |
| Michael Rodenberg |                        |                                  | Klávesy (vše)                    | Klávesy (vše)                    | Klávesy (vše)                    | Klávesy (vše)                    | Klávesy (vše kromě 2)            | Klávesy (vše)                    | Klávesy (vše)                    | Klávesy (vše)                    |
| Kai Hansen        |                        |                                  |                                  |                                  | Sólová kytara (3)                |                                  |                                  |                                  |                                  |                                  |
| Rudolf Schenker   |                        |                                  |                                  |                                  | Sólová kytara (10)               |                                  |                                  |                                  |                                  |                                  |
| Bruce Kulick      |                        |                                  |                                  |                                  |                                  | Sólová kytara (6, 11)            | Sólová kytara (5, 9, 11)         | Sólová kytara (3, 6, 10)         | Sólová kytara (9, 10, 12)        |                                  |
| Oliver Hartmann   |                        |                                  |                                  |                                  |                                  | Sólová kytara (2, 8)             | Sólová kytara (1, 2, 3)          | Sólová kytara (4, 7)             | Sólová kytara (2, 5, 9, 11)      | Sólová kytara (4)                |
| Felix Bohnke      |                        |                                  |                                  |                                  |                                  | Bicí (1, 5, 9 11)                | Bicí (4, 6, 8)                   |                                  | Bicí (vše)                       | Bicí (vše)                       |
| Jens Johansson    |                        |                                  |                                  |                                  |                                  |                                  | Klávesy (2)                      |                                  |                                  |                                  |
| Eddy Wrapiprou    |                        |                                  |                                  |                                  |                                  |                                  | Klávesy (vše)                    |                                  |                                  |                                  |
| Simon Oberender   |                        |                                  |                                  |                                  |                                  | Varhany (11)                     | Varhany (9)                      |                                  |                                  |                                  |
| Russell Gilbrook  |                        |                                  |                                  |                                  |                                  |                                  |                                  | Bicí (vše)                       |                                  |                                  |
| Arjen Lucassen    |                        |                                  |                                  |                                  |                                  |                                  |                                  | Sólová kytara (2)                |                                  |                                  |
| Ferdy Doernberg   |                        |                                  |                                  |                                  |                                  |                                  |                                  | Hammondovy varhany (2)           |                                  |                                  |
| Nadia Birkenstock |                        |                                  |                                  |                                  |                                  |                                  |                                  |                                  |                                  | Keltská harfa (4)                |